# Годовицына, Анна Сергеевна
Анна Сергеевна Годовицына (родилась 19 июля 1991 года) — российская волейболистка сидя, игрок «ЦСП-Крылатское»; чемпионка мира 2018 года в составе женской сборной России, чемпионка Европы 2017 и 2019 годов. Заслуженный мастер спорта России (2018).

## Биография
Анна занималась в детстве танцами и лёгкой атлетикой (бег на спринтерские дистанции), а также дзюдо (ушла после травмы). Училась в медицинском колледже, выступала в КВН и даже выиграла студенческий конкурс красоты. По окончании колледжа она устроилась помощником врача в стоматологии, а позже была приглашена на работу на станции скорой помощи в Москве. На станции Анна проработала три дня, прежде чем в 2012 году Анна была сбита грузовиком (выходила из маршрутки, когда её сбила фура). Она провела 23 дня в коме, и ради спасения жизни девушки врачи ампутировали ей ногу, однако Анна не покинула станцию, продолжив работу в отделе статистики. Позже она пришла в секцию волейбола сидя, куда её пригласила другая волейболистка Елизавета Кунстман.
Анна выступает за московскую команду «ЦСП-Крылатское». В составе женской российской сборной выиграла чемпионаты Европы 2017 и 2019 годов, а также чемпионат мира 2018 года. За победу на чемпионате мира 2018 года удостоена звания Заслуженного мастера спорта России.
Анна стала одной из жертв мошенничества со стороны афериста Валерия Перевозникова, главы Центра юридической поддержки и реабилитации, который обещал Анне новые протезы в обмен на сумму 3,3 млн. рублей, после чего скрылся с деньгами. В феврале 2019 года Перевозников был задержан: как оказалось, жертвами его махинаций стали 45 человек (на общую сумму около 200 млн. рублей), в том числе и другая волейболистка сидя, Елизавета Кунстман.